# Yitzhak Navon
Yitzhak Navon, eller Yitschak Navon, född 9 april 1921 i Jerusalem, död 6 november 2015 i Jerusalem, var en israelisk politiker, diplomat och författare. Han var Israels president mellan 1978 och 1983.
Yitzhak Navon blev vald till Knesset 1965. Mellan 1984 och 1990 var han vice premiärminister och utbildningsminister.